# Philip Tomalin
Philip Humphreys Tomalin, né le 10 avril 1856 à Kensington et mort le 12 février 1940 à Bognor Regis, est un joueur britannique de cricket  des années 1900, qui a représenté la France lors des Jeux olympiques d'été de 1900 à Paris. Il est aussi un dirigeant sportif.

## Biographie
Philip Tomalin, arrivé en France en 1891, est le président du Standard Athletic Club à sa création en 1892, et ce jusqu'en 1939.
Il participe à l'unique match de cricket aux Jeux olympiques en 1900 à Paris. La France, représentée par l'équipe du Standard Athletic Club, est battue par l'Angleterre et remporte donc la médaille d'argent. 
Médaillé de l'ordre des Palmes académiques en 1913, il est fait chevalier de la Légion d'honneur en 1932.